# BEV Bayerische Energieversorgungsgesellschaft
Die BEV Bayerische Energieversorgungsgesellschaft mbH (BEV Energie) war ein Energieversorgungsunternehmen aus München. Das Unternehmen wurde 2013 gegründet und verkaufte direkt auf seiner Unternehmensseite Strom und Gas. Bis 2018 erfolgte der Vertrieb auch über die Preisvergleichsportale Verivox und Check24. BEV Energie versorgte als Strom- und Gasversorger Privat- und Geschäftskunden. Neben den Zentralbereichen in München (Zentrale) gab es noch die Standorte Offenburg. und Halle (Saale) 2019 meldete das Unternehmen Insolvenz an.

## Strommix
Laut Stromkennzeichnung gemäß § 42 EnWG setzte sich der BEV Strom wie folgt zusammen: Kernkraft (9,5 %), Kohle (34,4 %), Erdgas (9,1 %), Sonstige erneuerbare Energien (0,4 %), Erneuerbare Energie gefördert nach EEG (45,3 %), Sonstige Fossile Energieträger (1,3 %).
Damit hatte die BEV Energie einen etwas über dem Bundesdurchschnitt liegenden Anteil an erneuerbarer Energie. So betrug beispielsweise 2016 der bundesweite Durchschnitt bei Energiequellen: Kernkraft (14,3 %), Kohle (41,8 %), Erdgas (9,5 %), Sonstige Erneuerbare Energien (3,2 %), Erneuerbare Energien gefördert nach EEG (28,8 %) und Sonstige Fossile Energieträger (2,4 %).

## Kritik
Der Marktwächter Energie hatte BEV aufgrund unberechtigter Abschlagszahlungen abgemahnt. BEV war der Stromdiscounter mit den meisten Verbraucherbeschwerden in Deutschland. Verbraucher bemängelten insbesondere verspätete und fehlerhafte Stromrechnungen sowie eine verspätete Auszahlung von Guthaben.
Im Dezember 2018 waren von der BEV massive Preiserhöhungen (beim monatlichen Grundpreis teils um mehrere 100 Prozent) zum 1. Februar 2019 angekündigt worden, und es gab zahlreiche Kundenbeschwerden. Die Preiserhöhungen wurden auch trotz der mit den Kunden vereinbarten eingeschränkten Preisgarantie erklärt. Der Wechselhelfer Switchup wies in einer Auswertung auf die ungewöhnlich hohe Zahl an Beschwerden hin. Die Wirtschaftswoche berichtete, dass die Bundesnetzagentur gegen den „in die Kritik geratenen Billig-Stromanbieter BEV“ ein Aufsichtsverfahren eingeleitet hatte.
Die Welt berichtete über den Vorschlag der BEV, die eigentlich noch nicht zulässige Preiserhöhung solle der Kunde freiwillig gegen sich gelten lassen.

## Insolvenz
Am 29. Januar 2019 meldete BEV Energie Insolvenz an. Infolgedessen kündigten die Übertragungsnetzbetreiber die Bilanzkreisverträge, so dass die BEV Energie in den entsprechenden Regelzonen ihre Kunden nicht mehr mit Energie beliefern konnte. Diese Kunden wurden somit von ihrem örtlichen Grundversorger beliefert.
Nach der Insolvenz beliefen sich die Forderungen der mehreren hunderttausend Privatkunden an die Konkursmasse auf über 80 Millionen Euro. Dazu kamen Forderungen der Netzbetreiber.
Der Verbraucherzentrale Bundesverband (vzbv) hat im Dezember 2019 Musterfeststellungsklage gegen den Insolvenzverwalter der BEV Bayerische Energieversorgungsgesellschaft mbH eingereicht. Grund für die Klage war, dass der Insolvenzverwalter in den Endabrechnungen einen bei Vertragsschluss versprochenen Neukundenbonus nicht berücksichtigt hat und deswegen von den Kunden Nachzahlungen verlangte.